# 김영준 (미술가)
김영준(1950년 서울특별시 ~ )은 대한민국의 미술가이다.

## 경력
- 시간여행 대표
- 2004~ KBS 《TV쇼 진품명품》 감정위원
- 2012~ 인사전통문화보존회 부회장

## 출연작
- 2004~ KBS 1TV 《TV쇼 진품명품》